# Negeta leucophaea
Negeta leucophaea är en fjärilsart som beskrevs av Walker 1864. Negeta leucophaea ingår i släktet Negeta och familjen trågspinnare. Inga underarter finns listade i Catalogue of Life.